# Casanova (2005)
Casanova is een Amerikaanse romantische komedie uit 2005 onder regie van Lasse Hallström en met Heath Ledger en Sienna Miller in de hoofdrollen.
De film is gebaseerd op de memoires van de notoire vrouwenversierder Giacomo Casanova (Ledger) die in het verhaal verliefd wordt op feministe Francesca Bruni (Miller), de enige vrouw die hij niet kan krijgen.

## Verhaal
Op het einde van de 18de eeuw is Giacomo Casanova bezig met het schrijven van zijn memoires. Met al 10.000 pagina's met één veroverde vrouw per pagina vertelt hij dat nog één vrouw ontbreekt hoewel het eigenlijk zijn verhaal niet is.
Dat verhaal begint anno 1753 in Venetië. Casanova is een notoir en een berucht rokkenjager en houdt zich met niets anders bezig dan onenightstands. Hierdoor heeft hij ook vijanden. In het bijzonder de Kerk wil zijn hoofd voor zijn onzedelijkheid.
De doge van Venetië houdt Casanova echter een hand boven het hoofd. Daardoor komt ook die in de problemen en hij moet Casanova uit de stad verbannen tenzij hij een keurige vrouw trouwt. Hij gaat op zoek en ontdekt de mooie jonge en nog maagdelijke Victoria met wie hij na wat aandringen bij haar vader mag huwen.
Victoria heeft echter een stille aanbidder, Giovanni. Die daagt Casanova uit tot een duel. Tijdens het sabelgevecht komt echter uit dat iemand anders in Giovanni's plaats vecht. Dat blijkt Francesca te zijn, Giovanni's zus. Later raakt Casanova helemaal in haar ban en wordt hij verliefd op haar.
Om te beginnen is Francesca al uitgehuwelijkt aan de rijke Paprizzio die pas binnenkort naar Venetië komt. Daarnaast is ze ook een overtuigd feministe die haar ideeën publiceert onder de naam van Bernardo Guardi. Ze kent ook Casanova's reputatie en heeft daarom een grondige hekel aan hem.
Als Paprizzio later arriveert zorgt Casanova ervoor dat die bij hem komt logeren. Ook houdt Cassanova hem voor dat hij moet afvallen alvorens Francesca te ontmoeten zodat hij intussen onder Paprizzio's naam Francesca het hof kan maken. Intussen komt ook inquisitor Pucci aan in de stad. Hij heeft de opdracht om Bernardo Guardi en Casanova te berechten.
Tijdens het Venetiaans carnaval gaat Casanova ervandoor met Francesca in een luchtballon en verklaart zijn liefde aan haar. Intussen had hij al ontdekt dat Francesca in werkelijkheid de boeken van Bernardo Guardi schrijft en hij bekent dat hij de beruchte Casanova is. Dat laatste maakt Francesca boos en ze doet de ballon neerstorten.
Op de grond wordt Casanova door Pucci gearresteerd. Hij zegt ook Bernardo Guardi te zijn waardoor Francesca buiten schot blijft. Tijdens zijn proces komt Francesca toch naar voren en beiden worden ter dood veroordeeld. Vlak voor ze opgehangen worden op het San Marcoplein verleent de kardinaal hen amnestie in naam van de paus die die dag jarig is.
Als Pucci erachter komt dat dit een list was zijn Francesca en Casanova er al vandoor. Samen met Paprizzio, die intussen verliefd is op Francesca's moeder, vluchten ze de stad uit met Paprizzio's boot. Als laatste list neemt Giovanni Casanova's naam over en doet de reputatie die daarbij komt vervolgens alle eer aan.

## Rolbezetting
| Acteur         | Personage        | Opmerkingen                             |
| -------------- | ---------------- | --------------------------------------- |
| Heath Ledger   | Giacomo Casanova |                                         |
| Sienna Miller  | Francesca Bruni  |                                         |
| Jeremy Irons   | Pucci            | Inquisitor                              |
| Oliver Platt   | Paprizzio        | Rijke vethandelaar                      |
| Natalie Dormer | Victoria         | Maagd waarmee Casanova wil trouwen      |
| Lena Olin      | Andrea           | Francesca's moeder                      |
| Omid Djalili   | Lupo             | Casanova's bediende                     |
| Tim McInnerny  |                  | Doge van Venetië                        |
| Charlie Cox    | Giovanni Bruni   | Francesca's broer                       |
| Philip Davis   | Bernardo Guardi  | Man onder wiens naam Francesca schrijft |
| Lauren Cohan   | Zuster Beatrice  | Non met wie Casanova het bed deelt      |